# Gylippus bergi
Espèce
Gylippus bergi est une espèce de solifuges de la famille des Gylippidae.

## Distribution
Cette espèce est endémique du Tadjikistan.

## Description
Le mâle décrit par Roewer en 1933 mesure 25,5 mm.

## Étymologie
Cette espèce est nommée en l'honneur de Lev Simonovich Berg.

## Publication originale
- Birula, 1907 : Zur Systematik der Solifugengattung Gylippus. Zoologischer Anzeiger, vol. 31, p. 885–893 (texte intégral).